# Hector De Bruyne
Hector August de Bruyne (Gouda, 1 maart 1917 - Antwerpen, 19 mei 1995) was een Belgisch Vlaams-nationalistisch politicus voor de Volksunie.

## Levensloop
De Bruyne volbracht zijn Latijn-Griekse humaniora aan het college in Sint-Niklaas en werd vervolgens licentiaat in handels en consulaire wetenschappen aan de Sint-Ignatiushandelshogeschool in Antwerpen.
In 1937 werd hij lid van het Dietsche Jeugdverbond, waarvan hij in 1940 de leider werd. Na het uitbreken van de Tweede Wereldoorlog werkte hij van 1940 tot 1941 in een Duitse fabriek. Vanaf 1942 was hij als redacteur buitenland verbonden bij het VNV-dagblad Volk en Staat. Hij werd in mei 1943 door de bezetter opgepakt na een kritische artikel "na 3 jaar oorlog", maar na twee weken terug vrijgelaten. Wegens zijn Dietse gezindheid kwam hij enkele maanden later opnieuw in conflict met de Duitse overheid, waarna hij drie maanden werd gevangengezet. Na de oorlog vluchtte hij naar Frankrijk, waar hij verbleef in een interneringskamp en in de gevangenis van Bayonne. Toen hij opnieuw vrij was, werd hij er van 1945 tot 1946 redacteur van het boerenorganisatieblad La renaissance agricole.
Inmiddels was De Bruyne in België bij verstek veroordeeld tot een levenslange gevangenisstraf. Toen hij in 1946 terugkeerde naar België, werd hij als medewerker van Volk en Staat veroordeeld tot tien jaar hechtenis, een straf die in beroep werd teruggebracht tot zeven jaar. Wegens een zware ziekte werd hij in 1948 in vrijheid gesteld. Vervolgens behaalde hij in 1953 aan de Universiteit Gent het licentiaat in de economische wetenschappen.
De Bruyne was vooral actief als journalist: redactiesecretaris van het wetenschappelijk tijdschrift van de Sint-Ignatiushogeschool, van 1953 tot 1961 hoofdredacteur van Avond-Echo, van 1961 tot 1964 economisch redacteur bij De Standaard en van 1964 tot 1971 redacteur beurs en financiën bij Gazet van Antwerpen. Begin 1971 werd hij algemeen directeur van de Financieel-Economische Tijd. Ook werkte hij als journalist mee aan de Vlaams-nationalistische bladen Opstanding, Dietsland-Europa en 't Pallieterke.
Inmiddels werd hij ook politiek actief. Hij was medestichter van de Vlaamse Concentratie en werd vervolgens lid van de Volksunie, waarvoor hij in 1971 lijsttrekker werd voor de Senaat in het arrondissement Antwerpen. Van 1971 tot 1985 was hij senator voor het arrondissement Antwerpen. In de periode december 1971-oktober 1980 zetelde hij als gevolg van het toen bestaande dubbelmandaat ook in de Cultuurraad voor de Nederlandse Cultuurgemeenschap, die op 7 december 1971 werd geïnstalleerd. Vanaf 21 oktober 1980 tot oktober 1985 was hij lid van de Vlaamse Raad, de opvolger van de Cultuurraad en de voorloper van het huidige Vlaams Parlement.
Als senator hield De Bruyne zich voornamelijk bezig met financiële en buitenlandse zaken. Ook nam hij al snel een leidende rol op zich in de VU-Senaatsfractie. Van 1977 tot 1982 was hij eveneens gemeenteraadslid van Antwerpen. In 1975 stelde hij zich namens de rechts-nationalistische vleugel kandidaat voor het voorzitterschap van de Volksunie, met als tegenkandidaten Vic Anciaux en Hugo Schiltz. Uiteindelijk won Schiltz de voorzittersverkiezing.
In juni 1977 trad de Volksunie toe tot de Regering-Tindemans IV en werd De Bruyne minister van Buitenlandse Handel. Hij bleef dit ook in de Regering-Vanden Boeynants II tot april 1979. Als lid van het kernkabinet was hij een belangrijke voorstander van het Egmontpact, waarvoor hij veel kritiek kreeg in rechts-nationalistische kringen. Als minister van Buitenlandse Handel probeerde hij de Vlaamse ondervertegenwoordiging op dit departement te corrigeren en legde hij vele contacten in Oost-Europa en Azië.
In 1985 verliet Hector De Bruyne de actieve politiek, maar hij bleef actief in de Vlaamse Beweging. Hij was eveneens medeoprichter en voorzitter van het Archief en Documentatiecentrum voor het Vlaams Nationalisme (ADVN).

## Familie
Zijn broer, Arthur De Bruyne, was een bekend publicist van historische artikelen (vooral in 't Pallieterke) en boeken, meer bepaald gewijd aan de Tweede Wereldoorlog en aan de gevolgen van de collaboratie.
Hij was tevens de oom van zanger Kris De Bruyne en muzikant Koen De Bruyne (1950-1977).
Hector de Bruyne was de vader van diplomaat Jan De Bruyne. Als Belgische ambassadeur in Congo-Brazzaville was deze de eerste ambassadeur van toegegeven N-VA-signatuur. In december 2012 kwam hij in het nieuws doordat hij tijdens een ontvangst alleen Nederlands had gesproken. Ook de inhoud van zijn toespraak, waarin hij de plaatselijke machthebbers scherp bekritiseerde, zorgde voor problemen. De regering van Congo-Brazzaville was verbolgen over zijn verklaringen en stuurde een nota naar Buitenlandse Zaken, waarin gevraagd werd een einde te maken aan de ambassadeursfunctie van De Bruyne in hun land. Daarop werd hij naar België teruggeroepen en ter beschikking gesteld van de centrale administratie. Jan De Bruyne was eerder op post in Tokio, Beijing, Mumbai, (Kampala) en Yaoundé.